# Arroyo Mansavillagra
El arroyo Mansavillagra  es un curso de agua uruguayo que atraviesa el departamento de  Florida  perteneciente a la cuenca del Plata.
Nace en la Cuchilla Grande, desemboca en el río Yí tras recorrer alrededor de 59 km.